# Tokaido Shinkansen

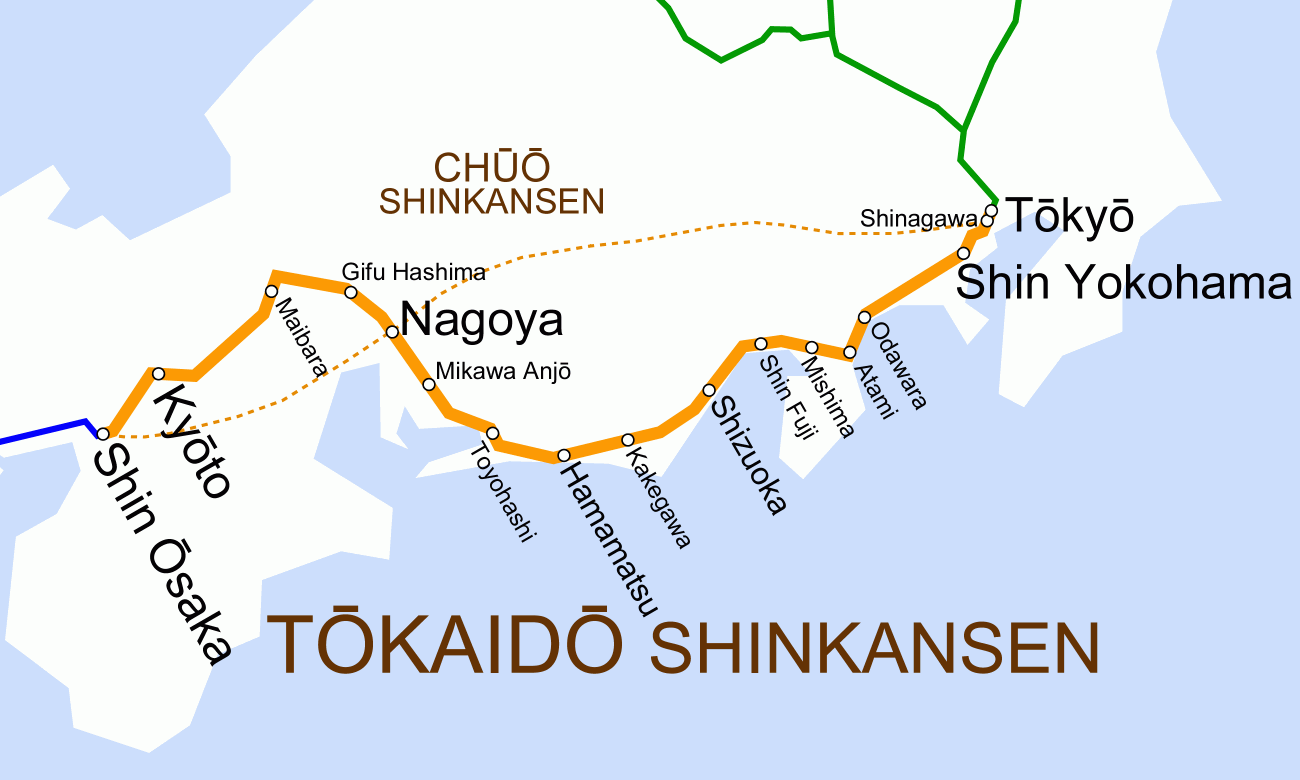
Diagrama da linha Tokaido Shinkansen

Tōkaidō Shinkansen (東海道新幹線) é a linha Shinkansen original que foi aberta ao público em 1964 entre Tóquio e Shin-Osaka. É gerida pela Central Japan Railway Company, e antes da privatização pela JNR, a Japan National Railways. É a rota ferroviária de alta velocidade mais movimentada do mundo de longe; seu número acumulado de 5,3 bilhões de passageiros anula todas as outras linhas em todo o mundo. A linha foi nomeada um marco histórico da engenharia mecânica, e entrou para os IEEE Milestone, da Sociedade Americana de Engenheiros Mecânicos e Instituto de Engenheiros Elétricos e Eletrônicos em 2000.

## História
A linha Tokaido Shinkansen foi concebida originalmente em 1940 como uma linha de caminho de ferro dedicada entre Tóquio e Shimonoseki, o que teria sido 50% mais rápido que o comboio expresso mais rápido daquele tempo. No princípio da Segunda Guerra Mundial o projecto foi interrompido ainda durante a fase de planeamento, apesar de que muitos dos túneis usados hoje em dia pelo Shinkansen terem sido construidos durante esse tempo.
A construção da linha começou em 1959 e ficou completa em 1964, tendo sido efectuada a primeira viagem entre Tóquio e Shin-Osaka a 1 de Outubro desse mesmo ano. A inauguração coincidiu com os Jogos Olímpicos de Verão em Tóquio, que por sua vez já tinha trazido a atenção internacional para o Japão. Originalmente a linha era referida em Inglês como New Tokaido Line. O seu nome deve-se à rota japonesa de Tokaido usada durante séculos.
A linha transportou o centésimo milionésimo passageiro em 1967, o seu mil-milionésimo em 1976 e o 4,16 mil-milionésimo no seu quadragésimo aniversário em 2004.
Em Outubro de 2003 abriu uma nova paragem de Shinkansen na Estação de Shinagawa, acompanhada por uma mudança significativa dos horários que aumentou a frequência diária de serviços Nozomi.
Uma nova estação, Biwako-Ritto, está prevista abrir em 2012 entre Maibara e Quioto. No entanto, o futuro da estação pode estar em causa após a eleição de Yukiko Kada como Governador da Prefeitura de Shiga a Julho de 2006. Kada ganhou a eleição graças à promessa de interromper os planos de construção da estação.

## Comboios
Existem três tipos de comboios nesta linha, do mais rápido para o mais lento, o Nozomi, o Hikari e o Kodama (Shinkansen). Muitos continuam pela linha Sanyo Shinkansen, indo tão longe como a estação de Hakata em Fukuoka.
Os comboios que circulam nesta linha são:
- Séries 300 Hikari/Kodama
- Séries 700 Nozomi/Hikari/Kodama
- Séries N700 Nozomi/Hikari/Kodama

O Hikari que circula entre Tóquio e Osaka levava 4h em 1964, tendo este tempo sido encurtado para 3h10 em 1965. Com a introdução o serviço de alta velocidade Kodama (Shinkansen) em 1992, o tempo de viagem encurtou para 2h30.

## Estações
Tóquio - Shinagawa - Shin-Yokohama - Odawara - Atami - Mishima - Shin-Fuji - Shizuoka - Kakegawa - Hamamatsu - Toyohashi - Mikawa-Anjō - Nagoia - Gifu-Hashima - Maibara - Quioto - Shin-Osaka